# حجة جديدة ضد النساء، والتي تثبت أنهم ليسوا بشرا
حجة جديدة ضد النساء، والتي تُثبت أنهم ليسوا بشراً (باللاتينية: Disputatio nova contra mulieres, qua probatur eas homines non esse) هي دراسة ساخرة عنصرية مُتعصبة ضد النساء باللغة اللاتينية صدرت للمرةِ الأولى عام 1595م ثم أُعيد طبعها عدة مرات، بخاصةً خلال القرنين السابع عشر والثامن عشر الميلاديين. لم تظكر الوثيقة اسم المؤلف، إلا أنها نُسبت لڨالنس أسيداليس، وهو ناقدٌ عاش في القرن السادس عشر.
على الرغم من أن الدراسة كانت تهدف إلى مُحاكاة ساخرة إلا أن العقيدة التجديدية السوسنية تؤمن بأن (يسوع الناصري) لم يكن إلهي القُدرة، العديد من مُكافحي النسويات يستخدمون التأويلات الحرفية لمساق الدراسة كدعمٍ لوجهة نظرهم.[بحاجة لمصدر]
(ديسبوتاتيو) أثبت أنه مُحرض بشكل استفزازي بالنسبة لحجم الدراسة في وقت نشرها مما دفع الرؤية المُقدسة للكنيسة الكاثوليكية بالاستماع إلى المخطوطة في مُنايباتٍ عديدة بـ Index Librorum Prohibitorum (قائمة الكتب المحظورة).